# 栖賢寺
栖賢寺（せいけんじ）は京都市左京区上高野にある臨済宗の仏教寺院。

## 歴史
- 『摂津名所図会』に「尼崎寺町にあり。禅院十刹のその一なり。秀吉公、山崎合戦の時、勝利ありて、諸侯を饗したまふ所なり。腰掛松　当寺にあり。秀吉公、この松に腰をかけられて、山崎合戦の軍令を定めたまふ古跡なり」とある摂津国の禅院十刹の一つ。
- 『尼崎志』には康永年間(1342～1345)竺堂開基､のち兵火に衰退するが廣徳寺とともに笑嶺宗訢中興とある｡また､栖賢寺は本寺大徳寺と同じく赤松氏の建立になるものとしている｡中世には大物町にあったが､近世になって尼崎城築城にともない元和年間(1615年～1624年)に寺町に移転｡
- 昭和7年（1932年）に兵庫県尼崎市寺町から京都市左京区の現在地に移転再建された｡

堂宇に本堂・金鳳閣・如意輪堂・隠寮・庫裏・土蔵・鐘楼等。梵鐘「千人鐘」は昭和6年(1931年)鋳造の千百余人の結縁合力による。

## 文化財
- 木造竺堂円瞿坐像　京都府指定文化財　彫刻（平成7年3月14日指定）　南北朝時代

## 交通
- 叡山電鉄叡山本線「三宅八幡駅」下車、高野川を渡って東へ徒歩7分